# Da Virtude
Da virtude (em grego clássico: Περὶ Ἀρετῆς; em latim: De Virtute) é um diálogo socrático atribuído a Platão, mas considerado espúrio. Nesta obra, Sócrates discute com um amigo questões sobre se a virtude pode ser ensinada. Para responder a esta questão, o autor do diálogo faz pouco mais do que copiar algumas passagens da obra Mênon quase que palavra por palavra.